# Jaworówka (województwo podlaskie)
Jaworówka – wieś w Polsce położona w województwie podlaskim, w powiecie białostockim, w gminie Dobrzyniewo Duże.
W latach 1975–1998 miejscowość administracyjnie należała do województwa białostockiego.
Wierni kościoła rzymskokatolickiego należą do parafii Zwiastowania Najświętszej Maryi Panny w Dobrzyniewie Kościelnym.

## Historia
Szlachta ze wsi Jaworówka brała udział w powstaniu styczniowym. 18 sierpnia 1863 Kozacy otoczyli wieś i po przeczytaniu mieszkańcom decyzji o spaleniu wsi, dokonali jej całkowitego spalenia, a ludność uprowadzili do Turkiestanu.